# Christian de Dadelsen
Pour les articles homonymes, voir Dadelsen.
 (juin 2012).
Si vous disposez d'ouvrages ou d'articles de référence ou si vous connaissez des sites web de qualité traitant du thème abordé ici, merci de compléter l'article en donnant les références utiles à sa vérifiabilité et en les liant à la section « Notes et références ».
Christian de Dadelsen est un journaliste français, né le 20 janvier 1947 à Cannes (Alpes-Maritimes).

## Biographie
Après des études à Strasbourg au Centre universitaire d'enseignement du journalisme (CUEJ) où il obtient en 1968 la licence de lettres et de journalisme, il fait ses premières armes au Dauphiné libéré à Grenoble et à France-Soir. Il effectue son service militaire à la Brigade de sapeurs-pompiers de Paris où il couvrira les grands incendies pour la revue Allo 18.
En 1972, il rejoint la rédaction de RTL où il présente les flashs de nuit et effectue des reportages pour les journaux du matin présentés par Philippe Gildas, Étienne Mougeotte et Michel Colomès.
En 1973, Jean-Pierre Chapel le recrute au service informations générales du journal de la Première chaîne de l’ORTF où il ne tarde pas à rejoindre le Service politique dirigé d’abord par Joseph Poli, puis par Patrice Duhamel.
En 1975, il présente le journal du soir de TF1, le « 23 heures » en alternance avec Daniel Grandclément.
En 1977, il entre au service économique dirigé par Philippe Vasseur. En 1977, il est nommé Chef du service Informations Générales aux côtés d'Alain Rodier et de Jean-Claude Perpère.
En 1980, il est nommé conseiller auprès du Président de TF1, Jean-Louis Guillaud, pour les relations internes où il collabore avec Lucien Jolivald, ancien Directeur des Variétés.
En 1981, il rejoint l’émission 7 sur 7 créée par Erik Gilbert et Jean-Louis Burgat et qui sera présentée ensuite par Anne Sinclair.
En 1982, il présente le journal du soir de TF1, jusqu’à son remplacement par Joseph Poli.
En 1984, il devient grand reporter et réalisateur de magazines d’information. Il participe régulièrement aux magazines Reportages et 52 sur la Une, produit par Jean Bertolino. Il suit en 1988, à Beyrouth, le conflit du Liban et assure le poste de correspondant en Israël pendant l’absence de Patrick Bourrat.
En 1988, Robert Namias, directeur de la rédaction de TF1, le nomme chef du service Société, puis chef du service Culture en 1999.
En 2000, il devient le chroniqueur et intervieweur cinéma de TF1 jusqu’en 2009. À ce titre, il se rend sur de nombreux tournages et couvre chaque année le Festival de Cannes, le Festival du cinéma américain de Deauville, le Festival du film britannique de Dinard et le Festival du film romantique de Cabourg.  Il tient également le blog cinéma de TF1 sur internet.
Parallèlement à son activité de journaliste cinéma, TF1 lui offre de suivre le séminaire de Robert McKee, le célèbre « script doctor » américain, enrichissant ainsi son expérience de correcteur de scénarios.
En 2009, il quitte la rédaction de TF1 pour se consacrer à la production cinématographique. Il obtient la licence d’Administrateur de spectacles et préside la Compagnie de la Flibuste, association loi 1901.